# Stockham (Nebraska)
Stockham je selo u američkoj saveznoj državi Nebraska. Prema popisu stanovništva iz 2010. u njemu je živjelo 44 stanovnika.